# بوبو (لاعب كرة قدم مواليد 1985)
ديفيسون روجيريو دا سيلفا ((بالبرتغالية: Deyvison Rogério da Silva)؛ مواليد 9 يناير 1985 في غرافاتا، البرازيل)، المعروف غالباً باسم بوبو، هو لاعب كرة قدم برازيلي يلعب مع سيدني إف سي في الدوري الأسترالي الممتاز كمهاجم. مثّل منتخب البرازيل لكرة القدم. بدأ بوبو مسيرته الرياضية عام 2003 مع نادي كورينثيانز.

## روابط خارجية
- بوبو على موقع الاتحاد الدولي (مؤرشف)  (الإنجليزية)
- بوبو على موقع اتحاد تركيا (لاعب) (الإنجليزية)
- بوبو على موقع قاعدة بيانات كرة القدم.إي يو (الإنجليزية)
- بوبو على موقع ليكيب (الفرنسية)
- بوبو على موقع Soccerway.com (الإنجليزية)
- بوبو على موقع عالم كرة القدم.نت (الإنجليزية)